# HD88385
HD88385 — хімічно пекулярна зоря спектрального класу A0, що має видиму зоряну величину в смузі V приблизно  8,1.
Вона  розташована на відстані близько 891,1 світлових років від Сонця.

## Пекулярний хімічний склад
Зоряна атмосфера HD88385 має підвищений вміст 
Cr
.